# Vrh G20 v Rimu 2021
Vrh G20 2021 je šestnajsto srečanje skupine dvajsetih (G20), ki je v Rimu potekalo od 30. do 31. oktobra 2021.

## Sodelujoči voditelji
- Argentina

Alberto Fernández
- Avstralija

Scott Morrison
- Brazilija

Jair Bolsonaro
- Kanada

Justin Trudeau
- Ljudska republika Kitajska

Ši Džinping
- Francija

Emmanuel Macron
- Nemčija

Angela Merkel
- Indija

Narendra Modi
- Indonezija

Joko Widodo
- Italija

Mario Draghi
- Južna Koreja

Mun Dže In
- Mehika

Andrés Manuel López Obrador
- Rusija

Vladimir Putin
- Saudova Arabija

Salman bin Abdulaziz Al Saud
- Južna Afrika

Cyril Ramaphosa
- Turčija

Recep Tayyip Erdoğan
- Združeno kraljestvo

Boris Johnson
- ZDA

 Joe Biden
- Evropska unija

Charles Michel
- Evropska unija

Ursula von der Leyen

### Povabljeni gostje
- Bahrajn

Hassanal Bolkiah
- Demokratična republika Kongo

Félix Tshisekedi
- Nizozemska

Mark Rutte
- Ruanda

Paul Kagame
- Singapur

Lee Hsien Loong
- Španija

Pedro Sánchez

## Poglej tudi
- Vrh G20 v Rijadu 2020
- Seznam vrhov G20
- Seznam vrhov G7